# Klieština
Klieština este o comună slovacă, aflată în districtul Považská Bystrica din regiunea Trenčín. Localitatea se află la altitudinea de 380 m deasupra n.m., se întinde pe o suprafață de 5,31 km2 și în 2017 număra 333 de locuitori.

## Istoric
Localitatea Klieština este atestată documentar din 1408.

## Demografie
| An:                | 1994 | 2004   | 2014   | 2024   |
| ------------------ | ---- | ------ | ------ | ------ |
| Număr de persoane: | 389  | 372    | 349    | 332    |
| Diferență:         |      | −4,37% | −6,18% | −4,87% |

| An:                | 2023 | 2024   |
| ------------------ | ---- | ------ |
| Număr de persoane: | 336  | 332    |
| Diferență:         |      | −1,19% |